# Biała Góra (Braniewo)
Biała Góra (deutsch Julienhöhe) war ein Ort in der polnischen Woiwodschaft Ermland-Masuren und gehörte vordem zum Kreis Braunsberg in Ostpreußen. Seine Ortsstelle befindet sich jetzt im Bereich der Landgemeinde Braniewo (Braunsberg) im Powiat Braniewski (Kreis Braunsberg).

## Geographische Lage
Die Ortsstelle von Biała Góra liegt im Nordwesten der Woiwodschaft Ermland-Masuren, vier Kilometer westlich der Kreisstadt Braniewo (Braunsberg).

## Geschichte
Der einst kleine Hof wurde ehedem Mons Albanus, vor 1800 Weißenberg, ab 19. September 1812 Julienshöhe und nach 1820 Julienhöhe genannt. 1874 kam die Landgemeinde Julienhöhe zum neu errichteten Amtsbezirk Klenau (polnisch Klejnowo) im ostpreußischen Kreis Braunsberg, Regierungsbezirk Königsberg. Im Jahre 1910 werden dem Ort als Abbau innerhalb Braunsberg fünf Einwohner bescheinigt.
Am 1. März 1929 wurde die Exklave Julienhöhe von Braunsberg in die Landgemeinde Stangendorf (polnisch Stępień) umgegliedert.
Als 1945 das gesamte südliche Ostpreußen in Kriegsfolge an Polen fiel, erhielt Julienhöhe die polnische Namensform „Biała Góra“ (=„Weißer Berg“). In den Folgejahren wurde der Ort nur noch selten bis gar nicht mehr genannt. Vielleicht fand keine Besiedlung mehr statt, vielleicht aber ist er in einem Nachbarort aufgegangen. Heute jedenfalls gilt Biała Góra als untergegangen. Seine Ortsstelle liegt im Gebiet der Gmina Braniewo (Landgemeinde Braunsberg) im Powiat Braniewski (Kreis Braunsberg), von 1975 bis 1998 der Woiwodschaft Elbląg, seither der Woiwodschaft Ermland-Masuren zugehörig.

## Religion
Bis 1945 gehörte Julienhöhe zur römisch-katholische Pfarrei Braunsberg im früheren Bistum Ermland, außerdem war der Ort in die evangelische Kirche Braunsberg in der Kirchenprovinz Ostpreußen der Kirche der Altpreußischen Union eingegliedert.

## Verkehr
Die nicht mehr erkennbare Ortsstelle von Biała Góre resp. Julienhöhe liegt an einer Nebenstraße, die von Braniewo über Cielętnik (Kälberhaus) nach Stępień (Stangendorf) führt. Stępień war auch die nächste Bahnstation an der Bahnstrecke Elbląg–Braniewo, die heute nicht mehr regulär befahren wird.